# Gefährliche Gefühle
Gefährliche Gefühle ist ein Drama und ein Melodram des Regisseurs Martin Enlen aus dem Jahr 2003. In der Hauptrolle verkörpert Katharina Böhm die Hebamme Andrea Berger, die ein ungeborenes Kind aus dem sterbenden Leib seiner Mutter rettet, in der Folge jedoch in Untersuchungshaft landet, weil ihr eine fahrlässige Tötung vorgeworfen wird. 

## Handlung
Andrea Berger ist eine Hebamme mit Leib und Seele. Jahrelang hat sie in einem afrikanischen Dorf Kinder auf die Welt gebracht, denn in der Dritten Welt lernt man, schnell und entschlossen zu handeln. Durch die hohe Kriminalitätsrate im Dorf und die korrupten Behörden verstört, verschlägt es sie nach Österreich. In einem Bergdorf in Tirol angekommen, wird Andrea zu Brigitte Aigner gerufen, einer Frau, die in den Wehen liegt. Als Andrea nach zunächst erfolglosen Wiederbelebungsmaßnahmen vermutet, dass die Mutter bereits tot ist, versucht sie, das Kind zu retten, so wie sie es in Afrika gelernt hat. Mit einem schnellen Kaiserschnitt entbindet sie das Kind von dem von ihr tot geglaubten Mutterleib.
In der Folge stellt sich heraus, dass die jetzt verstorbene Mutter die Ehefrau von Andreas Geliebtem ist. So kommen natürlich Gerüchte auf, ob nicht Andrea bei Brigittes Tod etwas „nachgeholfen“ haben könnte. Andrea landet aufgrund dieser Vorwürfe in Untersuchungshaft, wo sie sich selbst Gedanken macht, ob sie nicht doch die Mutter irgendwie am Leben hätte erhalten können, und sich fragt, ob sie selbst, vielleicht unbewusst, die Wiederbelebungsmaßnahmen an der sterbenden Mutter vorzeitig beendet hat.

## Produktionsnotizen
Die U5 Filmproduktion GmbH & Co. KG in Frankfurt am Main wurde vom ZDF und dem ORF mit der Produktion des Films beauftragt. Su Proebster war für die Filmbauten verantwortlich, Ed Cantu für den Ton und Caroline von Senden war die Filmredakteurin.

## Erscheinungstermine
Gefährliche Gefühle wurde am 29. Oktober 2003 im ORF 2 erstmals gezeigt. Im ZDF erfolgte die Erstausstrahlung am 10. November desselben Jahres.

## Kritiken
Das Lexikon des internationalen Films meint, dass der Film eine „(Fernseh-)Mischung auf Heimatfilm und Melodram [ist], deren fadenscheinige Geschichte aus einer längst vergangenen Welt zu stammen scheint.“

## Auszeichnungen
Katharina Böhm war für ihre Rolle den Österreichischen Film- und Fernsehpreis „Romy“ als beliebteste Schauspielerin nominiert.